# Tetramethylglycolide
Tetramethylglycolide (TMG) is een cyclische diester.
TMG wordt bereid uit 2-hydroxyisoboterzuur, dat op zijn beurt van melkzuur is afgeleid. Twee moleculen 2-hydroxyisoboterzuur vormen met afsplitsing van twee watermoleculen (dehydratie) de cyclische verbinding TMG.
TMG kan polymeriseren via ringopening tot poly(tetramethylglycolide) (PTMG). Zoals polymelkzuur is PTMG bijgevolg een polymeer dat uit hernieuwbare grondstoffen wordt geproduceerd (biomassa waaruit melkzuur wordt gewonnen). Maar PTMG blijkt een betere thermische stabiliteit (hogere glastemperatuur en hoger smeltpunt) te hebben dan polymelkzuur.